# Sportgemeinschaft Sonnenhof Großaspach 2018-2019
Questa voce raccoglie le informazioni riguardanti la Sportgemeinschaft Sonnenhof Großaspach nelle competizioni ufficiali della stagione 2018-2019.

## Stagione
Nella stagione 2018-2019 il Sonnenhof Grossaspach, allenato da Sascha Hildmann, Zlatko Blaskic, Florian Schnorrenberg e Markus Lang, concluse il campionato di 3. Liga al 15º posto.

## Rosa
| N. |                                 | Ruolo | Calciatore       |
| -- | ------------------------------- | ----- | ---------------- |
| 1  | Germania (bandiera)             | P     | Kevin Broll      |
| 2  | Germania (bandiera)             | D     | Niklas Sommer    |
| 4  | Germania (bandiera)             | D     | Korbinian Burger |
| 5  | Germania (bandiera)             | D     | Julian Leist     |
| 6  | Germania (bandiera)             | C     | Sebastian Bösel  |
| 7  | Kosovo (bandiera)               | A     | Shqiprim Binakaj |
| 8  | Germania (bandiera)             | C     | Dominik Pelivan  |
| 9  | Germania (bandiera)             | A     | Mike Owusu       |
| 10 | Germania (bandiera)             | C     | Joel Gerezgiher  |
| 11 | Germania (bandiera)             | A     | Makana Baku      |
| 13 | Germania (bandiera)             | A     | Kai Brünker      |
| 14 | Germania (bandiera)             | D     | Patrick Choroba  |
| 15 | Bosnia ed Erzegovina (bandiera) | C     | Zlatko Janjić    |
| 17 | Germania (bandiera)             | A     | Jonas Meiser     |

| N. |                     | Ruolo | Calciatore             |
| -- | ------------------- | ----- | ---------------------- |
| 18 | Germania (bandiera) | A     | Timo Röttger           |
| 19 | Germania (bandiera) | C     | Marco Hingerl          |
| 20 | Germania (bandiera) | D     | Dan-Patrick Poggenberg |
| 21 | Germania (bandiera) | P     | Maximilian Reule       |
| 22 | Germania (bandiera) | A     | Dominik Martinovic     |
| 23 | Germania (bandiera) | C     | Philipp Hercher        |
| 24 | Germania (bandiera) | C     | Yannick Thermann       |
| 25 | Germania (bandiera) | D     | Kai Gehring            |
| 26 | Germania (bandiera) | D     | Jamil Dem              |
| 27 | Germania (bandiera) | C     | Michael Vitzthum       |
| 29 | Germania (bandiera) | C     | Jannes Hoffmann        |
| 30 | Germania (bandiera) | C     | Jeff-Denis Fehr        |
| 34 | Germania (bandiera) | C     | Nicolas Jüllich        |

## Organigramma societario
Area tecnica
- Allenatore: Markus Lang
- Allenatore in seconda: Zlatko Blaskic, Ioannis Koukoutrigas
- Preparatore dei portieri: David Yelldell
- Preparatori atletici: Axel Mäder, Jonas Halder, Alice Pfitzer, Sissi Stättmayer

## Calciomercato

### Sessione estiva
| Acquisti | Acquisti               | Acquisti          | Acquisti |
| R.       | Nome                   | da                | Modalità |
| -------- | ---------------------- | ----------------- | -------- |
| D        | Korbinian Burger       | Greuther Fürth II |          |
| D        | Patrick Choroba        | Verl              |          |
| C        | Joel Gerezgiher        | Holstein Kiel     |          |
| C        | Philipp Hercher        | Norimberga II     |          |
| C        | Marco Hingerl          | Bayern Monaco II  |          |
| C        | Nicolas Jüllich        | Vaduz             |          |
| A        | Jonas Meiser           | Kickers Stoccarda |          |
| A        | Stephané Mvibudulu     | Wehen Wiesbaden   |          |
| A        | Mike Owusu             | Hansa Rostock     |          |
| D        | Dan-Patrick Poggenberg | Duisburg          |          |

| Cessioni | Cessioni           | Cessioni         | Cessioni |
| R.       | Nome               | a                | Modalità |
| -------- | ------------------ | ---------------- | -------- |
| A        | Alexander Aschauer | FSV Francoforte  |          |
| C        | Nico Gutjahr       | Ulma             |          |
| C        | Joe Gyau           | Duisburg         |          |
| C        | Daniel Hägele      | Kickers Würzburg |          |
| D        | Lukas Hoffmann     | Ulma             |          |
| D        | Özgür Özdemir      | Kaiserslautern   |          |
| A        | Saliou Sané        | Karlsruhe        |          |
| D        | Sebastian Schiek   | Fortuna Colonia  |          |
| C        | Pascal Sohm        | Hallescher       |          |

### Sessione invernale
| Acquisti | Acquisti           | Acquisti        | Acquisti |
| R.       | Nome               | da              | Modalità |
| -------- | ------------------ | --------------- | -------- |
| C        | Zlatko Janjić      | Korona Kielce   |          |
| A        | Kai Brünker        | Bradford City   |          |
| A        | Dominik Martinovic | Wehen Wiesbaden |          |
| D        | Niklas Sommer      | Stoccarda II    |          |

| Cessioni | Cessioni           | Cessioni        | Cessioni |
| R.       | Nome               | a               | Modalità |
| -------- | ------------------ | --------------- | -------- |
| A        | Stephané Mvibudulu | Rot-Weiß Erfurt |          |

## Risultati

### 3. Liga

#### Girone di andata
| Arbitro: | Schröder |

|                         |           |                      |
| Starke 6’, 81’ Bock 90’ | Marcatori | 35’ Hercher 78’ Baku |

| Arbitro: | Hartmann |

|             |           |             |
| Röttger 24’ | Marcatori | 39’ Spalvis |

| Arbitro: | Zorn |

|  |           |                  |
|  | Marcatori | 26’, 36’ Hercher |

| Aspach 11 agosto 2018, ore 14:00 CEST 4ª giornata | Sonnenhof G. | 0 – 0 referto | Osnabrück | Mechatronik Arena (2 500 spett.)\| Arbitro: \| Lossius \| |
| Arbitro:                                          | Lossius      |               |           |                                                           |

| Duisburg 24 agosto 2018, ore 19:00 CEST 5ª giornata | Uerdingen 05 | 0 – 0 referto | Sonnenhof G. | Schauinsland-Reisen-Arena (3 482 spett.)\| Arbitro: \| Brütting \| |
| Arbitro:                                            | Brütting     |               |              |                                                                    |

| Arbitro: | Haslberger |

|            |           |           |
| Hingerl 7’ | Marcatori | 54’ Morys |

| Cottbus 15 settembre 2018, ore 14:00 CEST 7ª giornata | Energie Cottbus | 0 – 0 referto | Sonnenhof G. | Stadion der Freundschaft (5 633 spett.)\| Arbitro: \| Ittrich \| |
| Arbitro:                                              | Ittrich         |               |              |                                                                  |

| Aspach 22 settembre 2018, ore 14:00 CEST 8ª giornata | Sonnenhof G. | 0 – 0 referto | Hansa Rostock | Mechatronik Arena (2 500 spett.)\| Arbitro: \| Jablonski \| |
| Arbitro:                                             | Jablonski    |               |               |                                                             |

| Arbitro: | Rohde |

|                         |           |  |
| Lorch 57’ Schäffler 86’ | Marcatori |  |

| Arbitro: | Wollenweber |

|             |           |          |
| Hingerl 41’ | Marcatori | 79’ Hain |

| Würzburg 8 ottobre 2018, ore 19:00 CEST 11ª giornata | Kickers Würzburg | 0 – 0 referto | Sonnenhof G. | flyeralarm Arena (5 074 spett.)\| Arbitro: \| Osmers \| |
| Arbitro:                                             | Osmers           |               |              |                                                         |

| Arbitro: | Waschitzki-Günther |

|             |           |  |
| Hercher 90’ | Marcatori |  |

| Arbitro: | Börner |

|                 |           |                      |
| Mölders 7’, 82’ | Marcatori | 25’ Pelivan 69’ Baku |

| Arbitro: | Welz |

|             |           |             |
| Hercher 52’ | Marcatori | 77’ Hofmann |

| Arbitro: | Bokop |

|                              |           |             |
| Röttger 33’, 81’ Pelivan 44’ | Marcatori | 54’ Dadaşov |

| Arbitro: | Brütting |

|                      |           |  |
| Jopek 14’ Fetsch 70’ | Marcatori |  |

| Arbitro: | Haslberger |

|             |           |                         |
| Binakaj 71’ | Marcatori | 34’ Stiefler 63’ Pourié |

| Arbitro: | Wollenweber |

|                                        |           |  |
| Reinhardt 26’ Antonitsch 66’ König 80’ | Marcatori |  |

| Arbitro: | Skorczyk |

|             |           |          |
| Röttger 36’ | Marcatori | 51’ Kurt |

#### Girone di ritorno
| Aspach 23 dicembre 2018, ore 14:00 CET 20ª giornata | Sonnenhof G. | 0 – 0 referto | Carl Zeiss Jena | Mechatronik Arena (1 500 spett.)\| Arbitro: \| Winter \| |
| Arbitro:                                            | Winter       |               |                 |                                                          |

| Arbitro: | Siewer |

|                              |           |  |
| Löhmannsröben 38’ Thiele 53’ | Marcatori |  |

| Arbitro: | Wollenweber |

|  |           |           |
|  | Marcatori | 90’ Jović |

| Arbitro: | Badstübner |

|  |           |                         |
|  | Marcatori | 13’ Vitzthum 54’ Janjić |

| Arbitro: | Schultes |

|                                    |           |                      |
| Janjić 35’, 63’ (rig.) Röttger 67’ | Marcatori | 9’ Beister 77’ Osawe |

| Arbitro: | Hussein |

|             |           |             |
| Fennell 33’ | Marcatori | 10’ Röttger |

| Aspach 2 marzo 2019, ore 14:00 CET 26ª giornata | Sonnenhof G. | 0 – 0 referto | Energie Cottbus | Mechatronik Arena (1 567 spett.)\| Arbitro: \| Kempkes \| |
| Arbitro:                                        | Kempkes      |               |                 |                                                           |

| Rostock 9 marzo 2019, ore 14:00 CET 27ª giornata | Hansa Rostock | 0 – 0 referto | Sonnenhof G. | Ostseestadion (10 396 spett.)\| Arbitro: \| Lossius \| |
| Arbitro:                                         | Lossius       |               |              |                                                        |

| Arbitro: | Skorczyk |

|                                          |           |                                        |
| Mockenhaupt 52’ (aut.) Janjić 84’ (rig.) | Marcatori | 60’ Shipnoski 67’ Schwadorf 75’ Kyereh |

| Unterhaching 16 marzo 2019, ore 14:00 CET 29ª giornata | Unterhaching | 0 – 0 referto | Sonnenhof G. | Sportpark Unterhaching (1 700 spett.)\| Arbitro: \| Gasteier \| |
| Arbitro:                                               | Gasteier     |               |              |                                                                 |

| Arbitro: | Müller |

|                         |           |              |
| Janjić 82’ Hoffmann 90’ | Marcatori | 87’ Bachmann |

| Arbitro: | Schultes |

|                     |           |          |
| Proschwitz 54’, 62’ | Marcatori | 45’ Baku |

| Arbitro: | Zorn |

|             |           |  |
| Brünker 88’ | Marcatori |  |

| Arbitro: | Gräfe |

|           |           |             |
| Düker 90’ | Marcatori | 58’ Röttger |

| Arbitro: | Müller |

|           |           |  |
| Akono 49’ | Marcatori |  |

| Arbitro: | Aarnink |

|             |           |         |
| Röttger 50’ | Marcatori | 21’ Mai |

| Arbitro: | Winter |

|                 |           |                |
| Pourié 11’, 45’ | Marcatori | 90’ Martinovic |

| Arbitro: | Brütting |

|                                                          |           |                         |
| Baku 12’ Pelivan 34’ (rig.), 72’ (rig.) Röttger 45’, 78’ | Marcatori | 32’ König 57’ Wachsmuth |

| Arbitro: | Schultes |

|  |           |                              |
|  | Marcatori | 33’ Pelivan 61’ (aut.) Hanna |

## Statistiche

### Statistiche di squadra
| Competizione | Punti | In casa | In casa | In casa | In casa | In casa | In casa | In trasferta | In trasferta | In trasferta | In trasferta | In trasferta | In trasferta | Totale | Totale | Totale | Totale | Totale | Totale | DR |
| Competizione | Punti | G       | V       | N       | P       | Gf      | Gs      | G            | V            | N            | P            | Gf           | Gs           | G      | V      | N      | P      | Gf     | Gs     | DR |
| ------------ | ----- | ------- | ------- | ------- | ------- | ------- | ------- | ------------ | ------------ | ------------ | ------------ | ------------ | ------------ | ------ | ------ | ------ | ------ | ------ | ------ | -- |
| 3. Liga      | 45    | 19      | 6       | 10      | 3       | 24      | 18      | 19           | 3            | 8            | 8            | 14           | 21           | 38     | 9      | 18     | 11     | 38     | 39     | -1 |
| Totale       | 45    | 19      | 6       | 10      | 3       | 24      | 18      | 19           | 3            | 8            | 8            | 14           | 21           | 38     | 9      | 18     | 11     | 38     | 39     | -1 |

### Andamento in campionato
| Giornata  | 1  | 2  | 3  | 4  | 5  | 6  | 7  | 8  | 9  | 10 | 11 | 12 | 13 | 14 | 15 | 16 | 17 | 18 | 19 | 20 | 21 | 22 | 23 | 24 | 25 | 26 | 27 | 28 | 29 | 30 | 31 | 32 | 33 | 34 | 35 | 36 | 37 | 38 |
| --------- | -- | -- | -- | -- | -- | -- | -- | -- | -- | -- | -- | -- | -- | -- | -- | -- | -- | -- | -- | -- | -- | -- | -- | -- | -- | -- | -- | -- | -- | -- | -- | -- | -- | -- | -- | -- | -- | -- |
| Luogo     | T  | C  | T  | C  | T  | C  | T  | C  | T  | C  | T  | C  | T  | C  | C  | T  | C  | T  | C  | C  | T  | C  | T  | C  | T  | C  | T  | C  | T  | C  | T  | C  | T  | T  | C  | T  | C  | T  |
| Risultato | P  | N  | V  | N  | N  | N  | N  | N  | P  | N  | N  | V  | N  | N  | V  | P  | P  | P  | N  | N  | P  | P  | V  | V  | N  | N  | N  | P  | N  | V  | P  | V  | N  | P  | N  | P  | V  | V  |
| Posizione | 13 | 14 | 11 | 11 | 12 | 13 | 14 | 13 | 16 | 17 | 18 | 13 | 14 | 15 | 11 | 14 | 14 | 15 | 14 | 17 | 18 | 18 | 16 | 15 | 16 | 16 | 16 | 17 | 17 | 17 | 17 | 14 | 15 | 16 | 17 | 18 | 17 | 15 |

Legenda:

Luogo: C = Casa; T = Trasferta. Risultato: V = Vittoria; N = Pareggio; P = Sconfitta.

### Statistiche dei giocatori
| M. Baku       | 38 | 4  | 1 | 0 |
| S. Binakaj    | 21 | 1  | 4 | 0 |
| K. Broll      | 38 | 0  | 2 | 0 |
| K. Brünker    | 14 | 1  | 4 | 0 |
| K. Burger     | 34 | 0  | 8 | 0 |
| S. Bösel      | 34 | 0  | 9 | 0 |
| P. Choroba    | 25 | 0  | 5 | 0 |
| J. Dem        | 15 | 0  | 2 | 0 |
| J. Fehr       | 4  | 0  | 0 | 0 |
| K. Gehring    | 32 | 0  | 9 | 1 |
| J. Gerezgiher | 9  | 0  | 1 | 0 |
| P. Hercher    | 37 | 5  | 6 | 0 |
| M. Hingerl    | 19 | 2  | 2 | 0 |
| J. Hoffmann   | 9  | 1  | 1 | 0 |
| Z. Janjić     | 11 | 5  | 0 | 0 |
| N. Jüllich    | 3  | 0  | 1 | 0 |
| J. Leist      | 35 | 0  | 2 | 0 |
| D. Martinovic | 7  | 1  | 1 | 0 |
| J. Meiser     | 10 | 0  | 0 | 1 |
| S. Mvibudulu  | 5  | 0  | 1 | 0 |
| M. Owusu      | 13 | 0  | 0 | 0 |
| D. Pelivan    | 28 | 5  | 7 | 0 |
| D. Poggenberg | 14 | 0  | 2 | 0 |
| M. Reule      | 0  | 0  | 0 | 0 |
| T. Röttger    | 33 | 10 | 5 | 0 |
| N. Sommer     | 3  | 0  | 1 | 0 |
| Y. Thermann   | 16 | 0  | 4 | 0 |
| M. Vitzthum   | 21 | 1  | 5 | 0 |